# Festival Cannes et Banlieues
 (décembre 2011).
- Si vous ne connaissez pas le sujet, laissez ce bandeau (vous pouvez alors contacter les auteurs).
- Si vous supprimez le contenu mis en cause (vous pouvez préalablement contacter les auteurs),

argumentez précisément cette suppression dans la page de discussion
(un manque de référence n'est pas un argument ; une recherche réelle de référence doit avoir été effectuée, être formellement documentée).
C’est pendant la durée du soixantième Festival International du Film de Cannes que le réalisateur français Luc Besson a décidé pour la première fois de mettre en place le projet Festival Cannes et Banlieues. Ainsi, du 17 au 26 mai 2007, chaque soir dans une ville de banlieue parisienne différente, était présenté un film en compétition pour la Palme d’Or. Dix films ont donc été diffusés en exclusivité dans dix villes de région parisienne. Ce premier festival,  mené par l’association Luc Besson, fut un succès. 
L’association créée en 2006, qui ne comptait au départ que deux membres, Luc Besson (président) et Isabelle Agid (vice-présidente) , a donc dû faire un choix quant aux villes qui pourraient accueillir ce festival. En France, il existe près de 700 quartiers sensibles. Mais pour des raisons techniques et pratiques, il était plus simple de situer le festival en région parisienne. Il restait donc environ 30 villes possibles. Un choix a donc dû être effectué, selon la présence de cinémas dans la ville ainsi que la couleur politique du lieu d’accueil (car l’association a voulu une répartition équitable). Dix villes ont donc finalement été sélectionnées :
- Jeudi 17 mai 2007 : Saint-Denis – Indigènes de Rachid Bouchareb
- Vendredi 18 mai 2007 : Chanteloup-les-Vignes – Triangle, de Johnny To
- Samedi 19 mai 2007 : Garges-lès-Gonesse – Boarding Gate d'Olivier Assayas
- Dimanche 20 mai 2007 : Sarcelles – Soom de Kim Ki-duk
- Lundi 21 mai 2007 : Vitry-sur-Seine – La Onzième Heure de Nadia Conners
- Mardi 22 mai 2007 : Champigny-sur-Marne – Les Chansons d’amour de Christophe Honoré
- Mercredi 23 mai 2007 : Sevran – Persepolis de Marjane Satrapi
- Jeudi 24 mai 2007 : Clichy-sous-Bois – Et toi, t'es sur qui ? de Lola Doillon
- Vendredi 25 mai 2007 : La Courneuve – Boulevard de la mort de Quentin Tarantino
- Samedi 26 mai 2007 : Les Ulis -  De l’autre côté de Fatih Akin

## Pourquoi ce Festival?
Par cet événement, Luc Besson a souhaité apporter la culture cinématographique de Cannes à des gens qui n’y ont pas accès, comme en banlieue. Habituellement réservé aux professionnels, le Festival de Cannes s’est donc déplacé « pour que les habitants des quartiers sensibles puissent participer à un événement d’habitude inaccessible ». 
Luc Besson a souhaité adresser un geste en direction des banlieues. « Pour moi, la culture n'est pas élitiste mais au contraire populaire. Il y a surtout des niveaux de compréhension et de connaissance différents. À l'inverse, la sensation éprouvée appartient à chacun et donc à tous. C'est pourquoi, si Cannes est effectivement un endroit élitiste parce qu'il n'y a pratiquement que des spécialistes, et que les films sélectionnés ne sont pas de grosses comédies, mais plutôt des films difficiles, il me semble aussi important que le public en banlieue, ait un vrai contact, peut- être pour la première fois, avec des films issus du Festival de Cannes. Et si ces films là peuvent susciter des vocations, voire des coups de cœur, j'en serais le premier ravi. Avec notre projet de faire une grande fête du cinéma, sur un écran géant gratuit en plein air, nous nous adressons aux jeunes de banlieues qui souffrent parce qu'ils se sentent délaissés ou exclus. C'est un clin d'œil, une façon de leur dire qu'on les entend, même si nous ne sommes que des artistes !», explique le réalisateur. 

## Déroulement
Le déroulement du festival s’est donc essentiellement fait grâce à la participation des associations et des bénévoles qui ont joué un rôle déterminant. Cette idée rejoint bien ce qui a été avancé dans l’analyse du secteur concernant l’importance du rôle des bénévoles dans les festivals.  
Chaque soir, un film du Festival de Cannes était présenté dans une des dix villes choisies pour l’occasion. Les soirées se composaient d’une première partie musicale qui permettait aux jeunes des banlieues d’exprimer leur talent sur scène, à travers le chant ou la danse. Durant cette première partie, un groupe de sauteurs à la corde était invité, les Double Dutch. Après cette première partie était proposé un film d’environ trente minutes retraçant les soixante ans du Festival de cannes. En effet, outre le fait de proposer des films aux gens qui d’habitude n’y ont pas accès, il était important pour Luc Besson de fêter l’anniversaire et de rendre hommage au Festival International du Film de Cannes. Enfin, la nuit venant, la soirée se terminait avec la projection d’un film en compétition. Pour obtenir l’accord du Festival de Cannes pour projeter un film sélectionné en banlieue, Luc Besson et Isabelle Agid contactaient les distributeurs ou les producteurs du film. Lorsque le distributeur ou le producteur donnait son autorisation, une personne était chargée de se rendre à Cannes afin d’en récupérer la copie et de la ramener sur Paris. L’association a souhaité aller chercher la copie en main propre pour une question de sécurité. « On tenait vraiment à ce que ce soit très sécurisé par respect pour ceux qui nous les prêtaient. C’est donc pour cette raison qu’on avait une personne qui faisait le déplacement, collée à la copie, pour ne pas la perdre». Le principal problème auquel les organisateurs ont dû faire face est le fait que les films qui allaient être diffusés le soir étaient négociés avec les distributeurs ou producteurs au jour le jour. D’ailleurs, le premier jour du festival, aucun film de Cannes n’a pu arriver à temps. C’est pourquoi l’association Luc Besson a décidé de diffuser le film Indigènes, de Rachid Bouchareb, en présence de Jamel Debbouze. Pour la projection de La Onzième Heure à Vitry-sur-Seine, l’association avait du mal à négocier avec le distributeur pour la diffusion du film en banlieue. Comme l’explique Isabelle Agid à Libération, c’est Leonardo DiCaprio en personne qui a contacté le distributeur pour que le film puisse être diffusé : « Ainsi, pour la projection de Vitry-sur-Seine, c’est Leonardo DiCaprio lui-même qui aura débloqué, d’un coup de téléphone, l’envoi de la copie de son film La Onzième Heure pour sensibiliser les jeunes à l’écologie».
Chaque soir, les associations se sont chargées de proposer la vente de boissons et de nourritures aux festivaliers. Enfin, concernant les droits légaux, Isabelle Agid explique que l’association a dû payer la SACEM en raison de la première partie dansante qui nécessitait de la musique. Par contre, à l’heure actuelle, aucuns frais ne leur ont été réclamés pour l’exploitation des films en banlieue. Les distributeurs et producteurs ont « gracieusement » prêté les longs-métrages, sans demander d’argent en retour. 
Il convient à présent de s’intéresser à la façon dont le festival a pu ramener le public, et ce en évoquant les relations entretenues par l’association avec la presse, la communication autour du projet et le rôle des associations. Une caractéristique essentielle de cet événement réside dans le fait que Luc Besson et Isabelle Agid ont décidé de ne pas faire appel à un attaché de presse pour communiquer. Ils ont décidé de ne pas embaucher de professionnels de la communication car ils souhaitaient qu’on parle essentiellement des villes et non pas de la notoriété de Luc Besson. Isabelle Agid l’explique : « Nous avons finalement eu énormément de presse. On a même eu des papiers étrangers, Américains. Pourtant Luc avait délibérément choisi de ne pas faire appel à des attachés de presse. L’idée était de valoriser les villes et les habitants, uniquement. Ce fort retentissement était assez inattendu pour nous.» 
Des affiches ont été créées spécialement pour l’occasion par l’association. Elles ont été déposées dans les mairies et les villes d’accueil du festival. La communication s’est donc faite progressivement. Le nom de Luc Besson a été un moteur d’accélération pour la bonne mise en marche du festival et pour la communication autour du projet. Mais comme l’explique Isabelle Agid, la vice-présidente de l'association, l’essentiel du travail, s’est effectué avec les associations des banlieues : « On a eu une démarche très simple, qui a d’ailleurs beaucoup surpris les gens des quartiers mais qui nous paraissait assez évidente. Bien en amont, on est allés rencontrer les mairies, pour leur demander si elles étaient d’accord. Ensuite on a rencontré plusieurs associations dans chaque ville pour leur demander si elles acceptaient, si elles aimaient le projet et comment elles pensaient qu’il fallait qu’on procède. On voulait que ce soit un cadeau fait aux habitants, ça n’avait absolument pas vocation à être autre chose. Luc voulait leur offrir ce cadeau». Ce sont donc les associations qui ont permis au festival d’être un succès. Ce sont elles qui se sont chargées de communiquer autour du projet et de ramener le public chaque soir. On voit bien ici qu’il s’agit d’une caractéristique originale de ce festival, à savoir que la communication a été effectuée par les associations car aucun attaché de presse n’a été employé pour l’occasion. La presse nationale et étrangère a tout de même relayée l’information, sans que l’association Luc besson ne les contacte, de par la notoriété du chef de projet. 

## Quel public?
Il est intéressant de savoir quel était le public présent chaque soir pour assister à la projection d’un film de Cannes. Dans la première partie, nous évoquions la question en expliquant que 50 % des festivaliers étaient « issus du département dans lequel se déroule le festival » et environ 75 % provenaient de la région. Pour le festival Cannes et Banlieues, aucune étude des publics n’a été réalisée, mais Isabelle Agid explique qu’en majorité, « il y avait les habitants de la ville, mais au fur et à mesure du festival, on a eu des gens des villes voisines. Certains ont même fait les dix jours». Ainsi, le public majoritaire était un public local, mais des habitants des villes entourant le lieu d’accueil du jour ont également fait le déplacement, au fur et à mesure du festival. 

## Le financement
Comme nous l’avons évoqué précédemment, le festival Cannes et Banlieues s’est mis en place de façon très artisanale : peu de personnels et peu de communication autour du projet. Il est donc important de savoir comment l’événement a pu se mettre en place financièrement parlant, étant donné la jeunesse du projet. Dans l’entretien avec Isabelle Agid, celle-ci évoque l’aide financière apportée par la banque BNP Paribas. Ce partenaire financier est souvent présent dans les manifestations liées au domaine du cinéma. Cependant, cette aide de la banque est minime par rapport aux fonds propres versés par Luc Besson et par l’association : « on a eu une aide de la BNP, mais une grande partie a été financée par l’association et par Luc personnellement ». 
Sur le site de l’association, nous pouvons y lire que de nombreux partenaires ont soutenu le projet. Cependant, il ne s’agissait pas d’aides financières : « La RATP nous a prêté un bus chaque soir pour faire venir les bénévoles sur place pour organiser le festival ; la société Aigle Azur nous a fait don de plateau-repas halal pour qu’on se nourrisse, etc. ». Ainsi, le festival Cannes et Banlieues a donc été mis en place grâce essentiellement à des fonds privés provenant directement du chef de projet et de l’association Luc Besson. Les partenaires de l’événement ont fourni quant à eux une aide matérielle. Les mairies n’ont pas non plus fourni d’aide financière, mais plutôt une aide matérielle, comme la plupart des partenaires. Isabelle Agid détaille ce point dans son interview : « Les mairies géraient ce qui était de leur ressort. Comme il s’agissait d’un écran gonflable, on leur a demandé une arrivée d’eau, enfin ce genre de choses. Mais nous voulions faire un cadeau à ces villes, nous ne voulions pas les mettre dans l’obligation d’avoir une dépense, nous arrivions avec un concept clé en main. Il n’était pas question qu’elles dépensent un seul sou ». D’ailleurs, la principale dépense de l’association Luc Besson durant la durée du festival a été l’écran gonflable qui servait à la projection des films chaque soir. 
Il est important de souligner que le festival était gratuit et que l’association Luc Besson n’a donc fait aucune recette de billetterie. Les organisateurs de l’événement n’ont jamais pensé à faire payer l’entrée. Cette décision a été prise très tôt par l’association, il s’agissait pour elle de permettre aux gens de banlieue d’accéder à la culture de Cannes. Il s’agit donc d’une orientation de principe. Ainsi, on voit bien à travers cet exemple que la manifestation ne cherche aucun profit. Il ne s’agit pas d’un événement marchand. Cependant, quelques mois après la fin du festival, après avoir visionné des clichés pris par la journaliste Magali Bragard, l’association Luc Besson a décidé d’éditer un ouvrage regroupant un grand nombre de photographies de l’événement et de témoignages de gens qui y ont participé. Les bénéfices du livre (vendu 12 €) étaient reversés à l’association. 
Même dans le cadre de la programmation chaque soir, il est logique de penser qu’un programmateur s’est chargé de cette tâche. Cependant, Isabelle Agid montre encore une fois qu’aucun programmateur n’a été embauché pour le festival. Toute l’organisation a donc été effectuée par Luc Besson et Isabelle Agid, qui ont pris contact avec les distributeurs et Cannes pour négocier la diffusion d’un film en banlieue, et par les bénévoles, qui ont effectué le côté communicationnel et le côté technique. Ainsi, on voit bien avec cet événement qu’il s’agit d’un jeune festival « informel », non professionnel, et ce malgré la renommée du chef de projet. Au cours du festival, une troisième personne a intégré l’équipe de Luc Besson et d’Isabelle Agid. 

## Conclusion
Le bilan de cette première manifestation Cannes et Banlieues est très positif, tant sur le plan de la fréquentation que sur l’accueil réservé à l’événement et aux réactions des habitants. En moyenne chaque soir, 3000 personnes étaient présentes pour assister à la projection d’un film. Isabelle Agid explique : « Les gens ont été touchés par ce geste, dans les témoignages qu’on a eu pendant la préparation et pendant la soirée, et même après, parce que ce sont des gens avec qui on a gardé des liens, (…) c’est vraiment très touchant de voir à quel point les gens ont été impliqués et ont été eux-mêmes touchés par le geste. Quand il y a des gens qui disent « on a l’impression d’exister, on a l’impression qu’on nous regarde »… On a fait 10 jours, avec une projection de films, c’est des choses très simples (…) finalement ! C’était vraiment très touchant. La deuxième chose, c’est que nous n’avons eu aucun souci de sécurité et pourtant nous avait-on dit toutes les conditions étaient réunies pour ! Ca s’est passé dans une ambiance bon enfant, assez magique ». 
Si l’on pose un regard extérieur sur l’événement, on peut clairement voir que cette manifestation, même si les organisateurs ne l’ont pas pensé ainsi, s’inscrit dans une démarche à la fois de démocratisation de la culture, et à la fois quasiment comme une démarche philanthropique de la part de Luc Besson. Permettre à des gens qui n’en ont pas l’habitude d’accéder à une culture élitiste est une caractéristique de cette démocratisation culturelle. D’ailleurs, quand on demande à Isabelle Agid si le festival s’inscrit dans cette démarche, elle répond : « Je pense que dans l’absolu l’objet même de l’opération n’est pas de revendiquer un quelconque positionnement ni citoyen ni politique. En soi, évidemment, le principe même de l’opération était quand même la culture et le cinéma pour tous. Donc forcément, oui, c’est dans l’essence même du projet, le cinéma pour tous. Et si c’est pour tous c’est démocratique » .On peut donc effectivement dire que dans ce festival, qui fut un succès, fut un bon moyen pour permettre aux habitants des banlieues d’accéder à la culture du Festival de Cannes. Cependant, ce rapport à la culture ne s’arrête pas ici. En effet, on a vu au début de la présentation de ce festival qu’en première partie de la soirée, les habitants des quartiers pouvaient exprimer leur talent sur scène. Cet aspect correspond davantage à une démocratie de la culture, c’est-à-dire qu’on s’intéresse davantage à la culture des habitants qu’à la culture savante. Cannes et Banlieues est donc un événement mêlant à la fois démocratie culturelle (première partie de la soirée) et démocratisation culturelle (projection du film).

## Participants
Alibi Montana, Axiom, Bruno Solo, Christophe Honoré, Gille Jacob, Guillaume Canet, Jamel Debbouze, Leonardo DiCaprio, Mohamed Dia, Mokobé, Ousmane Sow, Quentin Tarantino, Rachid Bouchareb, Raymond Depardon, Rie Rasmusen, Samuel Benchetrit, Sefyu, Thierry Frémaux, Umberto Ercole, Yassine Belattar.